# Saint-Clair (Tarn y Garona)
 Saint-Clair  es una población y comuna francesa, en la región de Mediodía-Pirineos, departamento de Tarn y Garona, en el distrito de Castelsarrasin y cantón de Valence.

## Demografía
| 216 | 180 | 160 | 171 | 237 | 225 |
| Para los censos de 1962 a 1999 la población legal corresponde a la población sin duplicidades (Fuente: INSEE [Consultar]) |     |     |     |     |     |